# Niklowce
| Grupa → | 10 VIIIB |
| ↓ Okres |          |
| ------- | -------- |
| 4       | 28 Ni    |
| 5       | 46 Pd    |
| 6       | 78 Pt    |
| 7       | 110 Ds   |

Niklowce – pierwiastki chemiczne znajdujące się w 10 grupie układu okresowego (dawniej zaliczane do VIII grupy pobocznej). Należą one do grupy metali przejściowych. Są nimi: nikiel (Ni), pallad (Pd), platyna (Pt) i darmsztadt (Ds).